# 柏梁勝雄
柏梁 勝雄（はくりょう かつお、1942年12月10日 - 2019年1月16日）は、岩手県気仙郡三陸町（現大船渡市）出身で伊勢ノ海部屋に所属した元大相撲力士。本名は中村 勝男（なかむら かつお）。188cm、110kg。得意技は左四つ、寄り。最高位は西十両3枚目。

## 経歴
子供の時は相撲と野球が好きだったが、1対1で力をぶつけ合う相撲の方に魅力を感じ、高校の担任に相談すると入門を勧められたので、柏戸を慕って伊勢ノ海部屋に手紙を書いてもらって入門を願った。部屋からは「学校を中途退学して上京しろ、1日も早い方が良い」と返事が来たので両親と相談したが、母には「中退するなんていけない事だ」と反対されたが説得し、高校を中途退学して上京した。上京後、1961年3月場所に初土俵。1966年9月場所に十両昇進。十両在位24場所を誇るが、入幕は成らず1977年1月場所限りで廃業。左四つで右前褌を取り、素早く寄って前に出る取り口が持ち味であったが、待ったに弱かった。
現役時代から先天性網膜色素変性症により視力低下の難病にかかり、廃業後は指圧師を志して函館の国立視力障害センターで学び、岩手県北上市で指圧院「長生院」を経営した。
2019年1月16日、白血病のため死去。76歳没。
遺体は遺志により、岩手医科大学に献体された。

## 主な成績
- 通算成績：437勝406敗14休 勝率.518
- 十両成績：164勝196敗 勝率.456
- 現役在位：96場所
- 十両在位：24場所

### 場所別成績
| | 一月場所 初場所（東京） | 三月場所 春場所（大阪） | 五月場所 夏場所（東京） | 七月場所 名古屋場所（愛知） | 九月場所 秋場所（東京） | 十一月場所 九州場所（福岡） |
| --- | ----------------------- | ----------------------- | ----------------------- | --------------------------- | ----------------------- | --------------------------- |
| 1961年 （昭和36年） | x                       | （前相撲）              | 西序ノ口12枚目 5–2      | 東序二段47枚目 6–1          | 東三段目108枚目 4–3     | 東三段目81枚目 5–2          |
| 1962年 （昭和37年） | 東三段目40枚目 2–5      | 西三段目54枚目 5–2      | 東三段目21枚目 2–5      | 東三段目30枚目 4–3          | 西三段目23枚目 4–3      | 東三段目14枚目 4–3          |
| 1963年 （昭和38年） | 西三段目3枚目 2–5       | 東三段目23枚目 5–2      | 西幕下90枚目 6–1        | 東幕下58枚目 4–3            | 西幕下45枚目 2–5        | 東幕下64枚目 6–1            |
| 1964年 （昭和39年） | 東幕下35枚目 休場 0–0–7 | 東幕下75枚目 6–1        | 西幕下51枚目 5–2        | 西幕下35枚目 3–4            | 東幕下40枚目 4–3        | 東幕下38枚目 4–3            |
| 1965年 （昭和40年） | 西幕下36枚目 1–6        | 西幕下60枚目 5–2        | 東幕下39枚目 4–3        | 東幕下35枚目 3–4            | 西幕下40枚目 5–2        | 西幕下22枚目 6–1            |
| 1966年 （昭和41年） | 東幕下10枚目 5–2        | 西幕下4枚目 3–4         | 西幕下7枚目 4–3         | 西幕下4枚目 7–0             | 東十両11枚目 7–8        | 西十両11枚目 6–9            |
| 1967年 （昭和42年） | 東十両17枚目 9–6        | 東十両11枚目 9–6        | 西十両10枚目 7–8        | 西十両11枚目 8–7            | 東十両10枚目 4–11       | 西幕下筆頭 3–4              |
| 1968年 （昭和43年） | 東幕下4枚目 2–5         | 東幕下13枚目 4–3        | 西幕下9枚目 3–4         | 東幕下14枚目 4–3            | 西幕下10枚目 4–3        | 西幕下5枚目 1–6             |
| 1969年 （昭和44年） | 東幕下18枚目 5–2        | 東幕下9枚目 4–3         | 西幕下6枚目 4–3         | 西幕下4枚目 3–4             | 東幕下7枚目 5–2         | 東幕下筆頭 5–2              |
| 1970年 （昭和45年） | 西十両11枚目 5–10       | 東幕下4枚目 4–3         | 西幕下2枚目 4–3         | 西十両13枚目 8–7            | 東十両12枚目 7–8        | 東十両13枚目 10–5           |
| 1971年 （昭和46年） | 東十両4枚目 6–9         | 西十両10枚目 7–8        | 東十両12枚目 8–7        | 東十両8枚目 7–8             | 東十両10枚目 7–8        | 東十両12枚目 9–6            |
| 1972年 （昭和47年） | 東十両7枚目 7–8         | 西十両8枚目 8–7         | 東十両5枚目 8–7         | 西十両3枚目 3–12            | 西十両10枚目 7–8        | 西十両11枚目 5–10           |
| 1973年 （昭和48年） | 西幕下6枚目 3–4         | 西幕下10枚目 4–3        | 東幕下8枚目 4–3         | 東幕下7枚目 5–2             | 西幕下3枚目 3–4         | 東幕下8枚目 5–2             |
| 1974年 （昭和49年） | 東幕下2枚目 4–3         | 西幕下筆頭 4–3          | 東十両12枚目 2–13       | 東幕下12枚目 4–3            | 西幕下10枚目 4–3        | 東幕下8枚目 6–1             |
| 1975年 （昭和50年） | 東幕下2枚目 2–5         | 西幕下17枚目 5–2        | 東幕下9枚目 4–3         | 東幕下6枚目 4–3             | 西幕下3枚目 3–4         | 東幕下7枚目 4–3             |
| 1976年 （昭和51年） | 西幕下5枚目 3–4         | 西幕下10枚目 2–5        | 西幕下24枚目 4–3        | 東幕下19枚目 3–4            | 東幕下24枚目 4–3        | 東幕下16枚目 3–4            |
| 1977年 （昭和52年） | 西幕下25枚目 引退 0–0–7 | x                       | x                       | x                           | x                       | x                           |
| 各欄の数字は、「勝ち-負け-休場」を示す。 優勝 引退 休場 十両 幕下 三賞：敢=敢闘賞、殊=殊勲賞、技=技能賞 その他：★=金星 番付階級：幕内 - 十両 - 幕下 - 三段目 - 序二段 - 序ノ口 幕内序列：横綱 - 大関 - 関脇 - 小結 - 前頭（「#数字」は各位内の序列） |                         |                         |                         |                             |                         |                             |

## 改名歴
- 柏梁 勝雄（はくりょう かつお）1961年3月場所 - 1977年1月場所